# Atlas (Roboter)
Atlas ist ein anfangs von Boston Dynamics und später von Softbank weiterentwickelter humanoider Roboter.
Der Roboter wurde der Öffentlichkeit erstmals im Jahr 2013 vorgestellt und sollte laut Hersteller anfangs nur in Katastrophenfällen dort eingesetzt werden, wo Menschen nicht überleben können. Später wurden ihm weitere (zivile) Fähigkeiten (wie beispielsweise das Folgen an der Seite eines Menschen, ein Rückwärtssalto oder ein Handstand) beigebracht.

## Geschichte

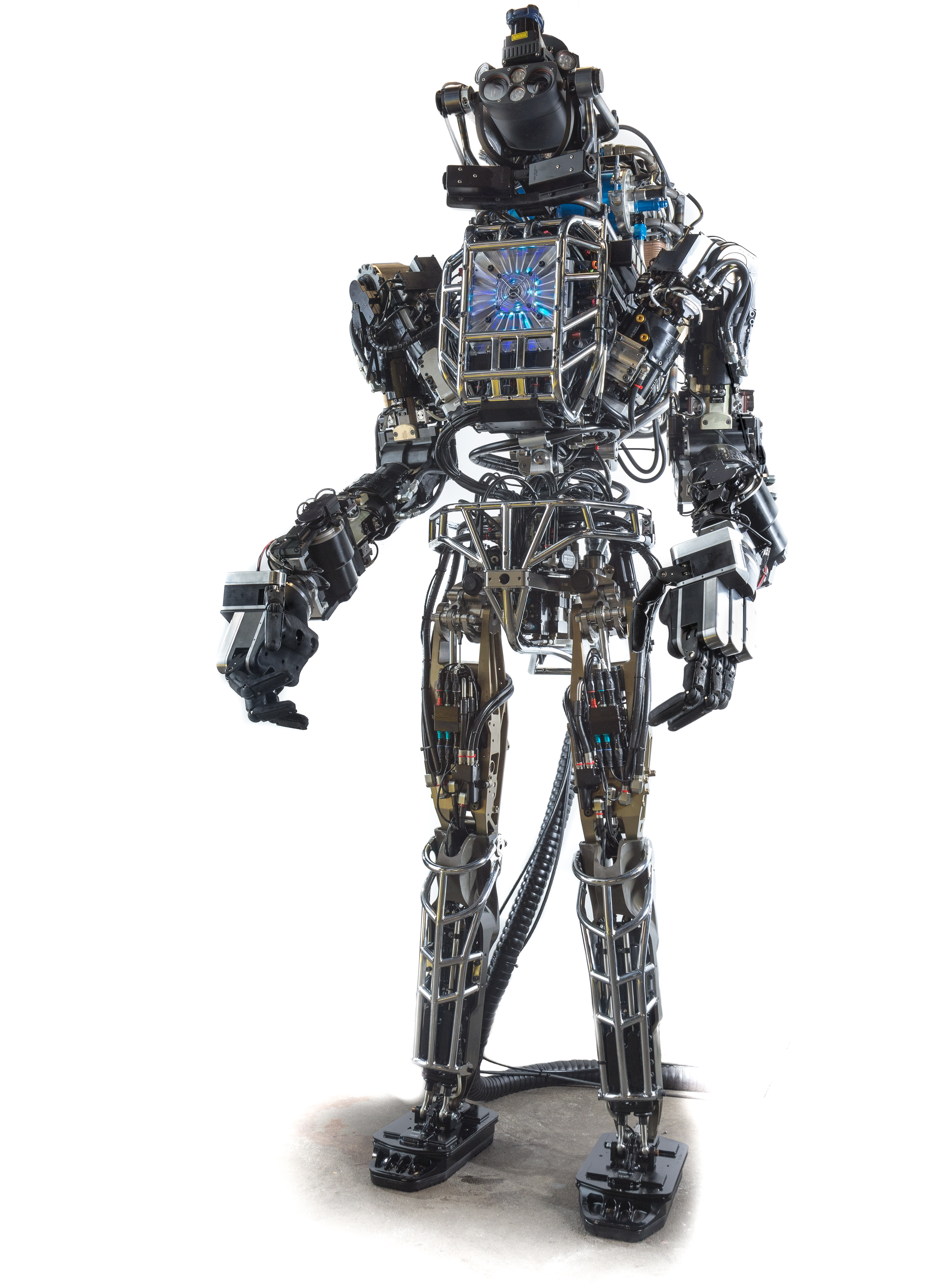
Atlas (2013)

Der anfangs noch sehr bedrohlich wirkende 1,88 Meter große und 150 Kilogramm schwere Roboter wurde der Öffentlichkeit erstmals am 11. Juli 2013 vorgestellt und damals – im Auftrag der US-amerikanischen Defense Advanced Research Projects Agency (DARPA) – von Boston Dynamics entwickelt. Das bis dahin eher militärisch ausgerichtete Unternehmen wurde 2017 vom eher zivil ausgerichteten japanischen Telekommunikations- und Medienkonzern Softbank übernommen.
Atlas wurde als Nachfolgeprojekt des ebenfalls von Boston Dynamics entwickelten Roboters Petman (kurz für Protection Ensemble Test Mannequin) entworfen. Atlas besitzt 28 hydraulisch bewegte Gelenke mit 28 Freiheitsgraden. Eine Hand wurde von Sandia National Laboratories entwickelt, die andere von iRobot. Atlas besitzt zudem zwei visuelle Systeme – eine Stereokamera und einen Laser-Entfernungsmesser.
Mehrere Atlas-Roboter, von verschiedenen Forschergruppen programmiert, bestritten mit anderen Teilnehmern die DARPA Robotics Challenge, die im Oktober 2012 begann und im Juni 2015 endete. Dabei waren Aufgaben zu lösen, welche im Katastrophenfall zu bewältigen sind, etwa in ein Fahrzeug einsteigen, damit über Geröll zu einem Ziel fahren, Trümmer wegräumen, eine Tür öffnen, durch eine Wand zu einem Ventil vordringen und dieses schließen. Die Gewinner erhielten ein Preisgeld von 2 Millionen US-Dollar.
Die nächste Generation humanoider Atlas-Roboter erreicht eine tiergleiche Agilität ähnlich den zuvor konzipierten Roboter-Hunden der BigDog-Reihe.
2016 wurde mit dem sogenannten Atlas Next Generation ein Nachfolgemodell vorgestellt. Er ist 150 cm groß und wiegt 80 kg, also ungefähr die Hälfte des ersten Modells. Der Betrieb der Mechanik erfolgt hydraulisch. Elektrische Energie liefert ein im Oberkörper eingebauter Akkumulator. Im „Kopf“ sind ein Lidar und Stereokameras untergebracht. Sensoren im Oberkörper und in den Beinen liefern Daten zum Halten des Gleichgewichts. Ähnlich wie BigDog kann der Roboter Stöße ausgleichen und gegebenenfalls selbstständig wieder aufstehen. Atlas kann sich sowohl in Gebäuden als auch im Gelände frei bewegen. Zudem kann er einfache Schwenk- und entsprechend vorbereitete (behindertengerechte) Türen (also ohne Türklinke oder gar Drehknauf) öffnen und Gegenstände – wie etwa 10 Pfund (lat. lbs) schwere Kisten oder [Papp]Kartons – aufnehmen und diese in ein Regal einräumen. Ende 2017 gelang es Atlas, über Kisten zu springen, eine halbe Körperdrehung im Sprung zu vollführen und aus dem Stand einen Salto rückwärts zu springen.
Im Oktober 2018 konnte Atlas einen Parkour absolvieren, aus dem Lauf heraus über einen Holzstamm springen und anschließend in wechselnden kreisenden Bewegungen verschiedene, treppenähnliche Höhenunterschiede überwinden.

### Videos
- Atlas | Up, Up, and Away, Boston Dynamics, 2023-01-26 auf Youtube (short)
- Inside the Lab: Taking Atlas From Sim to Scaffold, Boston Dynamics, 2023-01-18 auf YouTube
- Atlas Gets a Grip, Boston Dynamics, 2023-01-18 auf YouTube
- Inside the Lab: Robotics After Hours, Boston Dynamics, 2022-02-14 auf YouTube
- Inside the lab: How does Atlas work?, Boston Dynamics, 2021-08-17 auf YouTube
- Atlas: Partners in Parkour, Boston Dynamics, 2021-08-17 auf YouTube
- Do You Love Me?, Boston Dynamics, 2020-12-29 auf YouTube
- More Parkour Atlas, Boston Dynamics, 2019-09-24 auf YouTube
- Parkour Atlas, Boston Dynamics, 2018-10-11 auf YouTube
- Getting some air Atlas?, Boston Dynamics, 2018-05-10 auf YouTube
- What’s new, Atlas?, Boston Dynamics, 2017-11-16 auf YouTube
- Atlas The Next Generation, Boston Dynamics, 2016-02-23 auf YouTube
- ATLAS Gets an Upgrade, DARPAtv, 2015-01-20 auf YouTube
- Meet ATLAS!, DARPAtv, 2013-07-11 auf YouTube